# Lodzer Zeitung

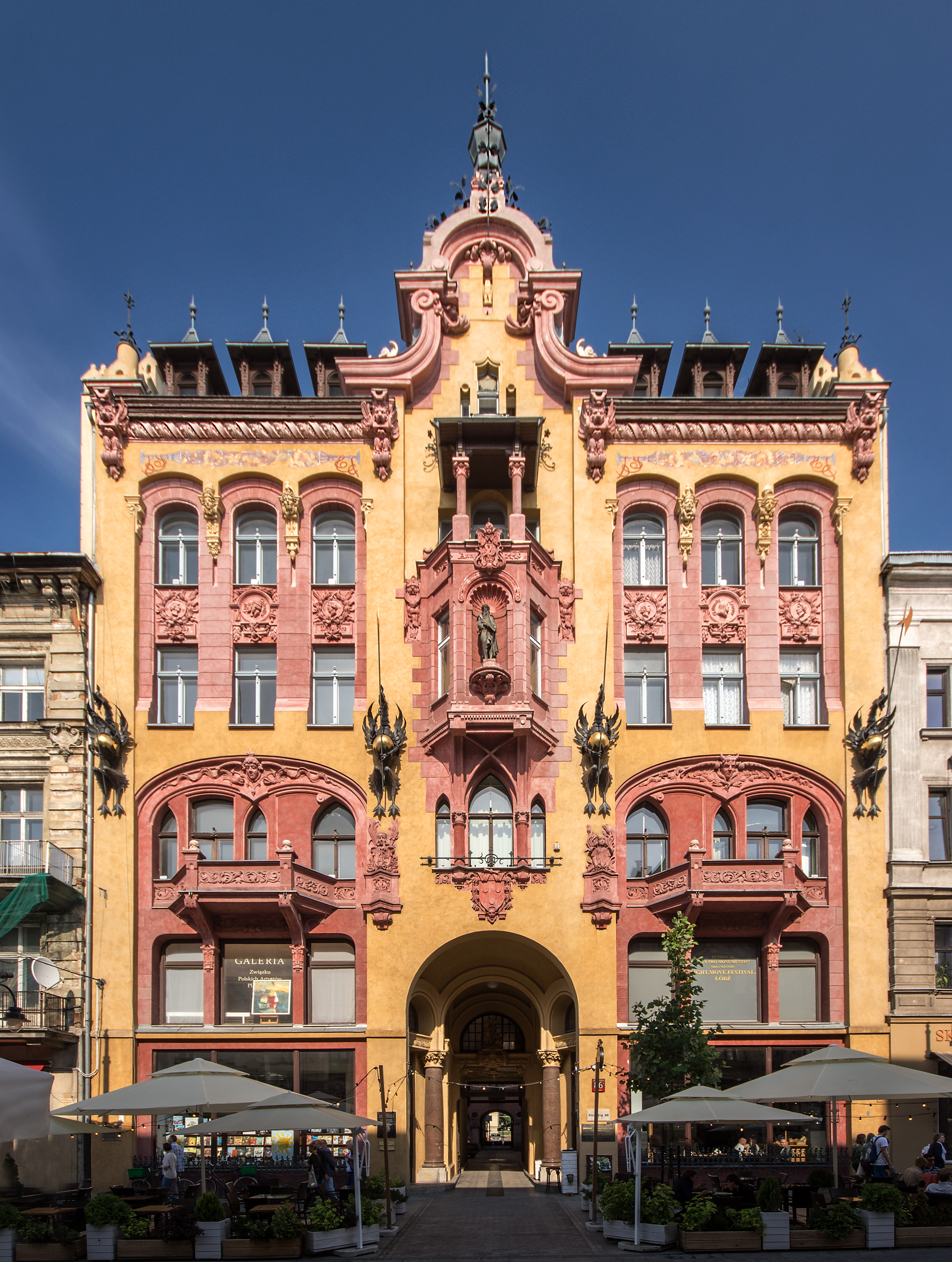
Heutiges Gutenberg-Haus in Lodz; ab 1897 Sitz der Lodzer Zeitung

Die Lodzer Zeitung, polnisch Gazeta Łódzka, gegründet am 20. Novemberjul. / 2. Dezember 1863greg. als Lodzer Anzeiger (Łódzkie Ogłoszenia), war die erste Zeitung der Stadt Lodz. 1915 wurde sie durch die Deutsche Lodzer Zeitung ersetzt, der ab 1918 die Lodzer Freie Presse und ab 1923 die Freie Presse folgte. Diese erschien ab dem 24. September 1939 zunächst wieder als Deutsche Lodzer Zeitung und ab dem 12. November 1939 erneut als Lodzer Zeitung. Zum 1. Januar 1940 wurde die Schreibweise in Lodscher Zeitung geändert. Nach der Umbenennung der Stadt in Litzmannstadt erschien das Blatt vom 12. April 1940 bis zum 17. Januar 1945 als Litzmannstädter Zeitung.
Die von 1863 bis 1945 in Lodz herausgegebenen deutschsprachigen Zeitungen sind Objekte zahlreicher deutscher sowie polnischer Forschungsarbeiten, da sie wesentlich zur kulturellen, sozialen, wirtschaftlichen und sprachlichen Integration der deutschen Bevölkerung im Raum Lodz beitrugen. Im Allgemeinen sind die wissenschaftlichen Untersuchungen zur Lodzer Zeitung und den Nachfolgeblättern vierstufig gegliedert: Kongresspolen als erste Phase, Regentschaftskönigreich Polen als zweite Phase, Zwischenkriegspolen als dritte und letztlich die deutsche Besetzung Polens von 1939–1945 als vierte Phase.

## Einleitung

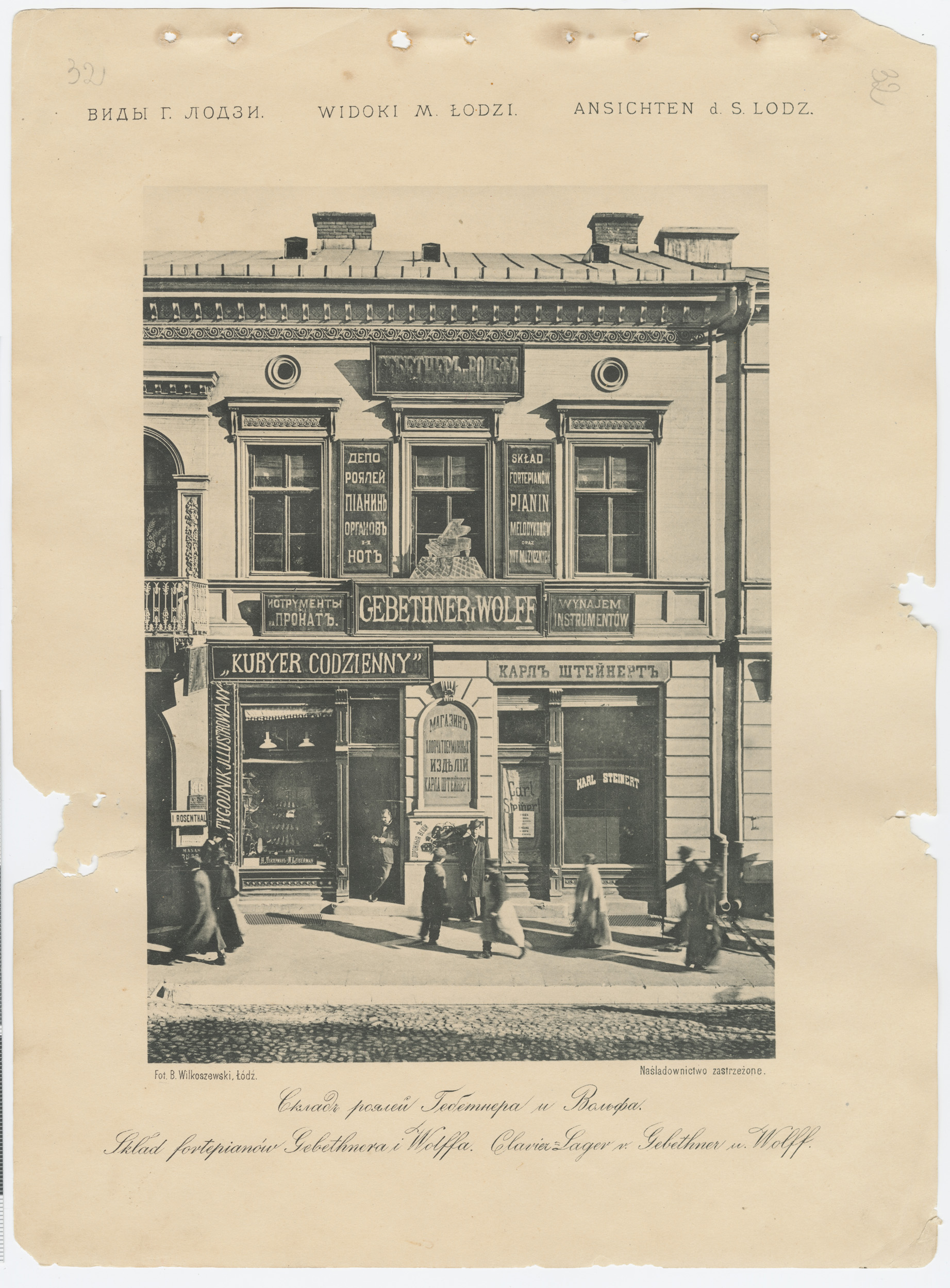
Lodz, Petrikauer Straße 18, wo sich um 1870 die Druckerei der Lodzer Zeitung befand

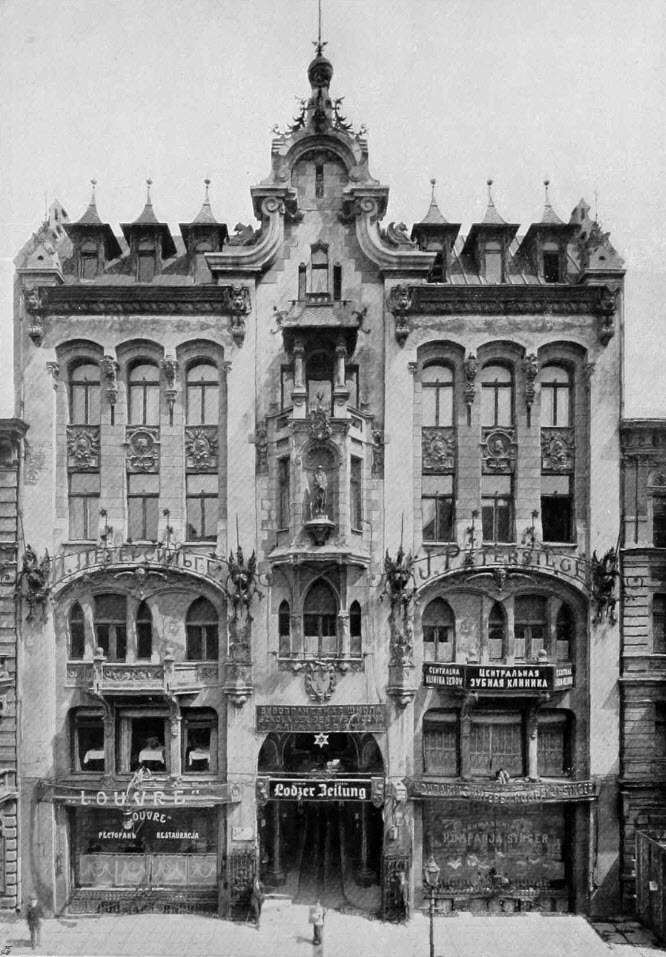
Lodz, Geschäftshaus der Lodzer Zeitung in der Petrikauer Straße 86 um 1913

Die Geschichte der Deutschen im Raum Łódź begann Ende des 18. Jahrhunderts. Zu dieser Zeit warb die Szlachta deutsche Bauern und Handwerker an, die dann zahlreiche Städte gründeten und bei der Industrialisierung der Region eine Schlüsselrolle übernahmen. Nach dem Wiener Kongress entstand im Jahr 1815 Kongresspolen als Bestandteil des Russischen Kaiserreichs. Damit wurde Lodz zum westlichen Vorposten Russlands.
Im Zuge der in Deutschland bereits fortgeschrittenen Industrialisierung und zunehmenden Krise der Textilindustrie, förderte der russische Staat durch verschiedene Vergünstigungen die Einwanderung deutscher Tuchmacher und Weber in der Region. Ab dem Jahr 1823 entstanden in Lodz erste deutsche Textilfabriken. Die boomende Industrie in der Stadt zog Tausende deutschsprachige Siedler vor allem aus Böhmen, Sachsen und Schlesien an, für die der russische Markt phantastische Absatzmöglichkeiten bot.
Aufgrund der Zuwanderung deutscher Tuchmacher und Weber erlangten im Raum Lodz mehrere Siedlungen das Stadtrecht, wie Ozorkow, Alexandrow, Konstantynow oder Tomaszow. Genauso wie in Lodz lebten dort bis zum polnischen Januaraufstand (1863/64) fast nur Deutsche. Bei dieser Auseinandersetzung geriet die deutsche Bevölkerung zwischen die Fronten. Die meisten Deutschen standen dem Aufstand ablehnend gegenüber, da sie sich als Angehörige des russischen Staates sahen.
Seitens der Aufständischen erfolgten zahlreiche Übergriffe, die zu einer starken Abwanderungswelle der deutschen Siedler führten. Um der Gesamtentwicklung entgegenzuwirken, rief die russische Regierung den Kriegszustand aus und initiierte in verschiedenen Städten Kongresspolens unter anderem die Gründung mehrsprachiger Zeitungen. Diese waren zunächst reine Verkündungsblätter und enthielten Mitteilungen über erlassene Gegenmaßnahmen zur Niederschlagung des Aufstandes. Damit sollte der deutschen, aber auch der polnischen Bevölkerung eine gewisse Sicherheit und Reformbereitschaft signalisiert werden.
Nach der Niederschlagung des Aufstandes, der ausschließlich vom polnischen Adel ausging und keine breite Unterstützung bei den polnischen Bauern und Handwerkern fand, strömten viele landlose Polen nach Lodz. Mit Aufhebung der Zölle innerhalb des russischen Herrschaftsbereiches sowie der Abschaffung der Leibeigenschaft in Kongresspolen und Russland, stieg die Nachfrage nach billigen Stoffen dermaßen an, dass die Lodzer Betriebe trotz ihrer schon beachtlichen Produktion diese kaum decken konnten. Gefördert von der russischen Regierung begann der beispiellose Aufstieg zum Manchester des Ostens: Lodz entwickelte sich zur größten Textilindustrie-Metropole des Kontinents.
Das enorme Wachstum der Stadt beschleunigte sich zusätzlich durch den Eisenbahnbau, der den riesigen russischen Markt bis nach Sibirien erschloss. Zudem gewährte die russische Regierung günstige Staatskredite, womit Unternehmer ihre Betriebe mechanisieren und vergrößern konnten. Gegen Ende des 19. Jahrhunderts arbeiteten in der Stadt über 90.000 Arbeiter und Arbeiterinnen in rund 700 Textilfabriken von zum Teil gigantischen Ausmaßen. Fast alle Fabriken und Geschäfte in Lodz befanden sich zu dieser Zeit im deutschen oder jüdischen Besitz, während die große Masse der Arbeiter und Arbeiterinnen Polen waren.
Mit dem kometenhaften Aufstieg der Stadt stieg die Anzahl der Einwohner von knapp 300 im Jahr 1820 auf rund eine halbe Million im Jahr 1920. Im gleichen Tempo entwickelte sich im Raum Lodz ein hart umkämpfter Zeitungsmarkt. Lodz war geradezu ein Symbol für die Auswüchse der kapitalistischen Moderne, in der sich alles nur um Garne, Stoffe und Geld zu drehen schien. Gemäß polnischer Historiker galt die Stadt für viele Polen als fremdartig und „unpolnisch“.
Im Jahr 1923 hatten die deutsche Minderheit in Polen 33, die russisch-ukrainische Minderheit 35 und die jüdische Bevölkerungsgruppe 72 Zeitungen (Jiddisch und Hebräisch). Im Jahr 1937 verzeichneten polnische Statistiken eine wachsende Tendenz, nach der die Anzahl der deutschen Zeitungen auf 105, russisch-ukrainischen auf 125 und jüdischen auf 130 gestiegen war. Polnische Zeitungen spielten bei dem Wettbewerb eine deutlich untergeordnete Rolle. Während das Lesen von Zeitungen bei den deutschen, ukrainischen und jüdischen Bevölkerungsgruppen zum Alltag gehörte, kämpften die polnischen Blätter dagegen mit dem noch hohen Grad an Analphabetismus. Ermittlungen polnischer Historiker zufolge, lasen noch Ende der 1930er Jahre von rund 33 Millionen Polen nur etwa 1,5 Millionen regelmäßig eine Zeitung.
Die deutschsprachigen Hauptkonkurrenten der Lodzer Zeitung waren das Lodzer Tageblatt (1881–1905) und die Neue Lodzer Zeitung (1902–1939). Daneben erschienen in Lodz noch weitere deutschsprachige Tageszeitungen, wie die Lodzer Rundschau (1911–1912), Deutsche Post (1915–1918), Lodzer Volkszeitung (1923–1937), Deutscher Volksbote (1932–1936), Völkischer Anzeiger (1935–1938), Der deutsche Weg (1935–1939), die alle keine Verbindung zur Lodzer Zeitung beziehungsweise deren Folgetitel aufwiesen.
In Deutschland sowie in Polen sind die deutschsprachigen Zeitungen in Lodz bis heute Forschungsobjekte vieler wissenschaftlicher Projekte. Die Lodzer Zeitung steht dabei im Vordergrund, da sie wesentlich zur kulturellen, sozialen, wirtschaftlichen und sprachlichen Integration der Lodzer Deutschen beigetragen hat. Zu beachten ist, dass in polnischen sowie in deutschen Archiven und Online-Zeitungsdatenbanken oftmals verschiedene deutschsprachige Zeitungen aus Lodz unter Lodzer Zeitung erfasst sind. Das betrifft insbesondere die Neue Lodzer Zeitung, die niemals eine Nachfolgerin der Lodzer Zeitung war. Die beiden Zeitungen standen immer in Konkurrenz und verfolgten unterschiedliche politische Richtungen. Im Gegensatz zur Lodzer Zeitung beziehungsweise deren Folgeblättern, konnte die Neue Lodzer Zeitung grundsätzlich durchgängig von 1902 bis 1939 unter ihrem Titel erscheinen.
Der Verlags- und Redaktionssitz der Lodzer Zeitung nebst der Folgetitel befand sich seit 1897 in der Petrikauer Straße 86 (polnisch: Ulica Piotrkowska 86; zwischen 1940 und 1945: Adolf-Hitler-Straße 86). Das Gebäude wird heute Kamienica pod Gutenbergiem („Gutenberg-Haus“) genannt. Im mittleren Teil der Fassade befindet sich eine Statue von Johannes Gutenberg und zwischen den Fenstern Medaillons mit Porträts von Buchdruckern. Das Haus steht seit dem Jahr 1971 unter Denkmalschutz. Es wurde im Jahr 2011 originalgetreu restauriert und gilt als eines der schönsten Gebäude in Lodz.

## Kongresspolen

### Lodzer Anzeiger (1863–1864)

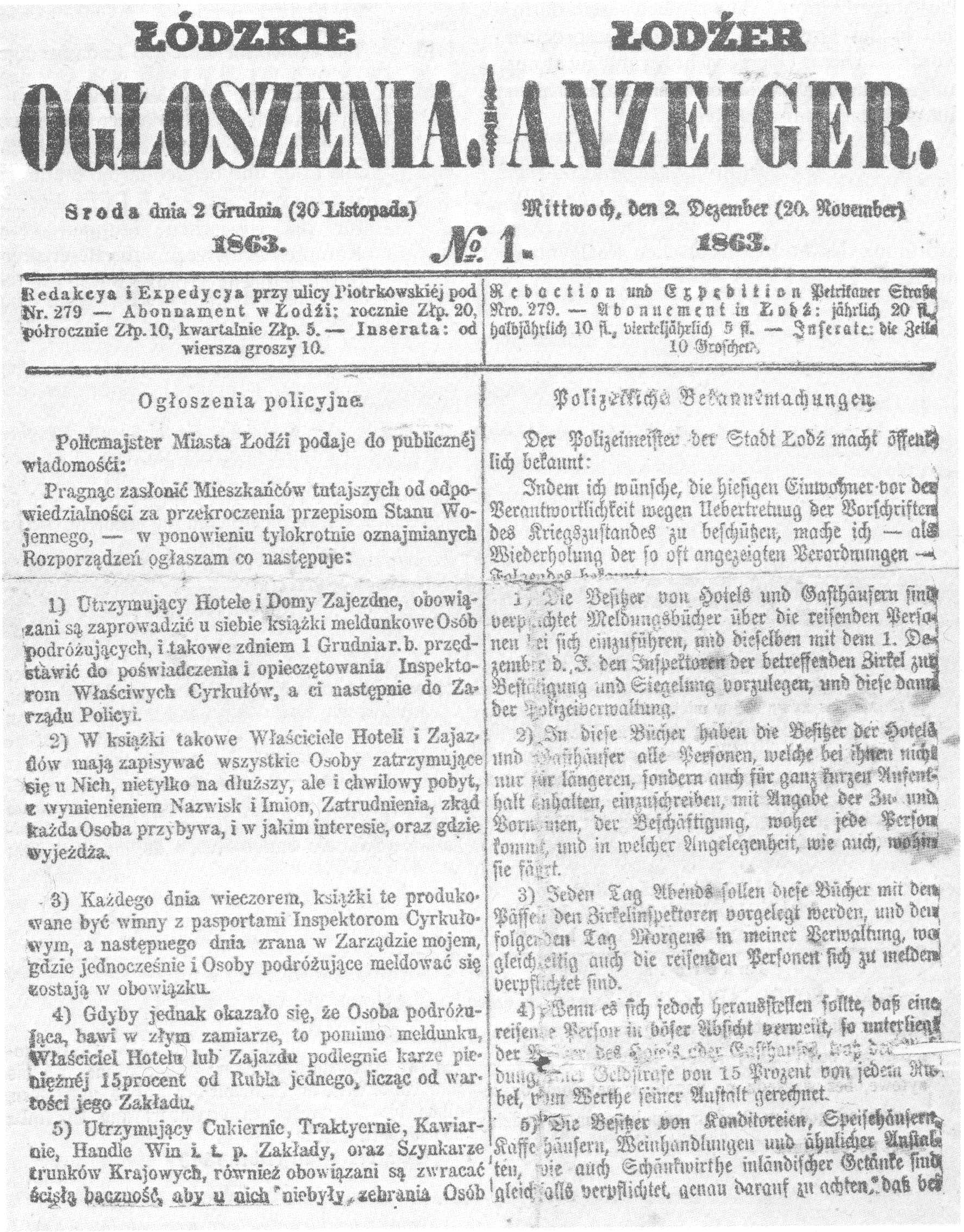
Titelblatt des ersten Lodzer Anzeigers 1863

Die Lodzer Zeitung wurde am 20. Novemberjul. / 2. Dezember 1863greg. zunächst unter dem Namen Lodzer Anzeiger (polnisch: Łodzkie Ogłoszenia) von Johann Petersilge (* 1830; † 1905) gegründet. Petersilge war der Sohn eines Goldschmiedes aus Dresden und von Beruf Lithograf. Da es die erste Zeitung in Lodz war, wurde sie von der Bevölkerung von Anbeginn als Lodzer Zeitung bezeichnet. Die Gründung erfolgte auf Initiative des Militärchefs der Stadt, Alexander von Broemsen (* 1824; † 1881), der als Deutschbalte in russischen Diensten stand.
Der Wunsch Barons von Broemsen, seine Mitteilungen und Verordnungen besser verkünden zu können, war ein wichtiger Grund für die Entstehung der Zeitung. Broemsen bot Johann Petersilge an, für die Dauer des Kriegszustandes (Januaraufstand) ein Informationsblatt herauszugeben. Petersilge war allerdings nur an einer dauerhaften Herausgabe interessiert und wandte sich mit Unterstützung von Broemsen an die zuständigen Behörden in Sankt Petersburg, um die Genehmigung für die Gründung einer regulären Zeitung zu erhalten, die er auch erhielt. Bei der Anschaffung der notwendigen Maschinen und Materialien unterstützte ihn der Industrielle Carl Wilhelm Scheibler mit einer Anleihe im Wert von 50 Rubel. Erster Redakteur der Zeitung war August Thiele.
Zunächst hatte das Blatt einen Umfang von vier Seiten, erschien zweimal in der Woche und war in deutscher und in polnischer Sprache verfasst. Ein jährliches Abonnement kostete 20 Złoty. Die Anwesenheit der russischen Zensur war von Anfang an sichtbar. Inhaltlich enthielten die ersten Ausgaben überwiegend amtliche Bekanntmachungen, ein paar Handelsanzeigen und wenige Nachrichten. Dementsprechend tendierte das Interesse der Lodzer, die Zeitung zu lesen, gegen Null. Petersilge, der auf dieser Basis nicht kostendeckend wirtschaften konnte, wandte sich an die russischen Behörden mit der Bitte um Unterstützung. Der Kreiskommandant befahl daraufhin allen Gewerbetreibenden im Kreis Lodz, die Zeitung zu kaufen, wodurch die Auflage auf 300 Exemplare stieg und fortan in den Geschäften für jedermann zum Lesen kostenlos auslag.
Mehreren ausländischen Zeitungen war diese ungewöhnliche Vorgehensweise eine Nachricht wert, unter anderem hielt die österreichisch-ungarische Presse dazu fest (Fragment):

„Seit kurzem besteht in der fast ganz von Deutschen bewohnten Fabrikstadt Lodz in Kongresspolen eine deutsche Zeitschrift. Die Konzession zu dem Unternehmen wurde von der russischen Regierung nur unter der Bedingung erteilt, dass sich der Redakteur jeder politischen Anmerkung enthält. Die Zeitung gefällt dem Publikum nicht und wird nur selten gekauft. Infolgedessen wandte sich der Verleger an den Kreisobersten von Lodz, Major von Kalinski, welcher der Verlegenheit des Unternehmens bald dadurch abhalf, dass er eine Proklamation erließ, in der er jeden selbstständigen Bürger im Kreis Lodz befiehlt, die Zeitung zu kaufen. Widrigenfalls wird die Zeitung durch Exekution ins Haus gebracht und das Abonnement samt Spesen in gleicher Weise eingezogen. Seitdem hat die Zeitung Abonnenten.“

Petersilge, der sich über die negative Wirkung der Zwangsabonnements bewusst war, änderte nach der Aufhebung des Kriegszustandes sukzessive das Profil der Zeitung. Er erweiterte die Berichterstattung über lokale Geschehnisse, übernahm Nachrichten über technische Errungenschaften, kulturelle sowie politische Ereignisse aus Warschauer Zeitungen, und änderte den Namen der Zeitung. Hierfür reichte Petersilge ein Gesuch beim Namiestnik um „Erweiterung des Programms der Zeitung“ ein. Kurze Zeit später konnte er berichten, dass das Gesuch von „Höchstdemselben gütigst gewährt“ wurde. Die letzte Ausgabe der Zeitung unter dem Titel Lodzer Anzeiger erschien am 19. Dezemberjul. / 31. Dezember 1864greg..

### Lodzer Zeitung (1865–1915)

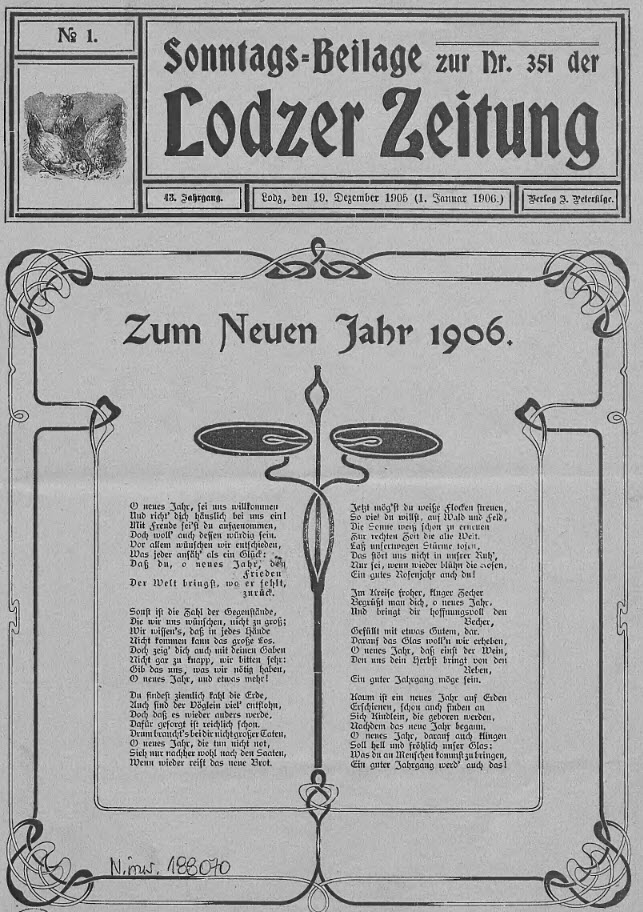
Lodzer Zeitung, Titelseite der Sonntagsbeilage vom 1. Januar 1906

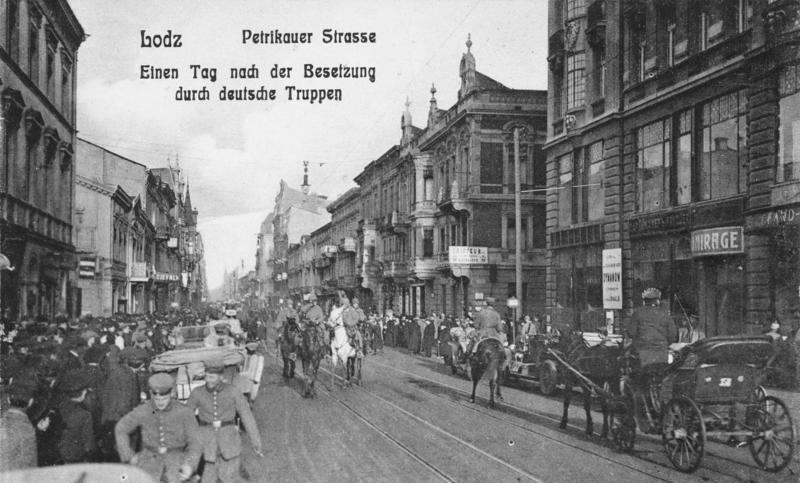
Deutsche Truppen in Lodz, Petrikauer Straße im Dezember 1914

Unter Beibehaltung der Jahrgangszählung wurde die Zeitung zum 20. Dezember 1864jul. / 1. Januar 1865greg. in Lodzer Zeitung (polnisch Gazeta Łódzka) umbenannt und erschien jetzt dienstags, donnerstags und sonnabends mit je vier Seiten. Damit wuchs die Auflage auf 500 Exemplare. Die Druckerei befand sich Mitte der 1870er Jahre in der Petrikauer Straße 18. Zum 1. Juli 1881 erhielt Petersilge von den russischen Behörden die Erlaubnis, die Zeitung täglich herauszugeben. Gleichzeitig erschien ab diesem Zeitpunkt das Blatt nicht mehr zweisprachig, sondern nur noch in Deutsch. Jedoch enthielt die Sonntagsausgabe bis zum Jahr 1884 als polnische Wochenbeilage die Gazeta Łódzka.
Der Aufstieg der Zeitung von ihren bescheidenen Anfängen zu einem vielgelesenen Blatt spiegelte sich im Wachstum der Stadt wider. Das erste Konkurrenzblatt zur Lodzer Zeitung entstand am 19. Junijul. / 1. Juli 1881greg., als deren ehemaliger Redakteur Leopold Zoner mit dem Lodzer Tageblatt eine eigene Zeitung herausbrachte, die bis Juni 1905 erschien. Ab dem Jahr 1897 befanden sich der Verlags- und Redaktionssitz der Lodzer Zeitung in der Petrikauer Straße 86 und die Druckerei in einem Nebengebäude. Im Verlag wurden unter anderem auch Schulbücher, Kalender, Prospekte für Behörden sowie Kataloge für Lodzer Unternehmen verfasst, layoutet und gedruckt. 1902 erwarb der Verlag von der Würzburger Firma Koenig & Bauer eine Rotationsmaschine, die erste in Lodz, wodurch die Druckerei zur modernsten der Stadt wurde.
Der Umfang der Zeitung wurde ab dem Jahr 1881 mit verschiedenen Beilagen erhöht. Die Sonntagsausgabe umfasste fortan 20 Seiten. Zum Hauptkonkurrenten entwickelte sich die Neue Lodzer Zeitung (1902–1939). Dennoch blieb die Lodzer Zeitung bis zum Jahr 1915 das führende deutschsprachige Blatt, das darüber hinaus auch von Juden und Polen häufig gelesen wurde. Ab Beginn des Russisch-Japanischen Kriegs (1904) erschien zusätzlich zur Morgenausgabe täglich eine Abendausgabe, um zeitnah und aktuell über die Ereignisse zu informieren. Damit gewann die Lodzer Zeitung in der Berichterstattung einen Vorsprung vor der gesamten deutschsprachigen Presse in Russland.
Johann Petersilge verstarb am 22. Februar 1905. Aus seiner Ehe mit Anastasia Petersilge (geb. Mackiewicz), die nach 1913 starb, entstammten mehrere gemeinsame Kinder. Die Leitung des Verlags übernahm bereits im Jahr 1901 der älteste Sohn, Roman Petersilge. Er wurde am 21. Dezember 1906 von Mitgliedern der Partei für marxistische Sozialdemokratie des Königreichs Polen und Litauens (SDKPiL) ermordet, weil er sich geweigert hatte, Flugblätter der Partei zu drucken. Ihm folgten als Herausgeber Michael, Woldemar und Demetrius Petersilge.
Während die Lodzer Zeitung sich selbst in einer Jubiläumsausgabe im Jahr 1913 als liberal und überparteiisch bezeichnete, weisen Historiker auf das genaue Gegenteil hin. So müsse bei der politischen Richtung der Zeitung beachtet werden, dass Lodz in dieser Zeitperiode von einem russischen Statthalter regiert wurde und die gesamte Lodzer Presse unter russischer Zensur stand. Gemäß diverser Untersuchungen war bei der Lodzer Zeitung nicht nur die Anwesenheit der russischen Zensur für die Leser und Leserinnen sichtbar, sondern auch die Parteilichkeit und die politische Linie der Herausgeber: Die Familie Petersilge stand dem russischen Staat loyal gegenüber, besaß die russische Staatsbürgerschaft und gehörte der russisch-orthodoxen Kirche an.
Sehr deutlich kam die politische Einstellung bei der Berichterstattung nach Ausbruch des Ersten Weltkriegs im Jahr 1914 zum Vorschein. Zum ersten Mal standen sich seit der Gründung der Zeitung deutsche und russische Truppen in einem Konflikt gegenüber. Viele Lodzer Deutsche, die mittlerweile die russische Staatsangehörigkeit angenommen hatten, wurden zum russischen Heer eingezogen und an der Kaukasusfront eingesetzt. Eindeutig vertrat die Lodzer Zeitung bei dem Konflikt eine pro-russische Haltung. Noch am 27. November 1914, als deutsche und österreichisch-ungarische Truppen schon unweit vor der Stadt standen, vermeldete das Blatt, dass die Kaiserlich Russische Armee an allen polnischen Fronten dem Deutschen Heer und der K.u.k. Armee überlegen sei. Die heute bekannten Militärberichte aus dieser Zeit stellen ein anderes Bild dar.
Deutsche in Russisch-Polen, welche die russische Staatsangehörigkeit nicht angenommen hatten, wurden unmittelbar mit Kriegsbeginn nach Russland deportiert. Das betraf teilweise ganze Dorfschaften, insgesamt etwa 150.000 Deutsche. Speziell im Raum Lodz kam es jedoch zu wenigen Deportationen, da die Region relativ schnell von deutschen Truppen besetzt wurde. Nach der Schlacht um Łódź (11. November bis 5. Dezember 1914) flohen die pro-russischen Alteigentümer des Verlags J. Petersilge nach Moskau. Am 6. Dezember 1914 rückte die deutsche 9. Armee in Lodz ein. Zunächst erschien die Lodzer Zeitung als reines Amtsblatt der kaiserlich deutschen Behörden weiter. Die letzte Ausgabe mit der seit dem Jahr 1863 verwendeten Jahrgangszählung wurde am 4. Februar 1915 herausgegeben. (Jg. 52, Nr. 35). Vier Tage später wurde die Zeitung durch die Deutsche Lodzer Zeitung ersetzt.

## Regentschaftskönigreich Polen
Bis Mitte 1915 eroberten deutsche und österreichisch-ungarische Truppen den ganzen russischen Teil Polens. Die zaristische Herrschaft war damit dort beendet. In der Folge entstand das von den Mittelmächten geschaffene Regentschaftskönigreich Polen, ein De-facto-Staat der bis zum 11. November 1918 bestand.
In Lodz lebende Deutsche, die zuvor die russische Staatsbürgerschaft angenommen hatten und unverändert russophile Ansichten vertraten, wurden für die Dauer des Krieges in Deutschland interniert. Mit der Besetzung von Lodz verlor die Textilindustrie ihre wichtigen Märkte in Russland und Fernost. In der Folge setzte ein temporärer Niedergang der Stadt und eine steigende Abwanderung der deutschen Bevölkerung ein.

### Deutsche Lodzer Zeitung (1915–1918)

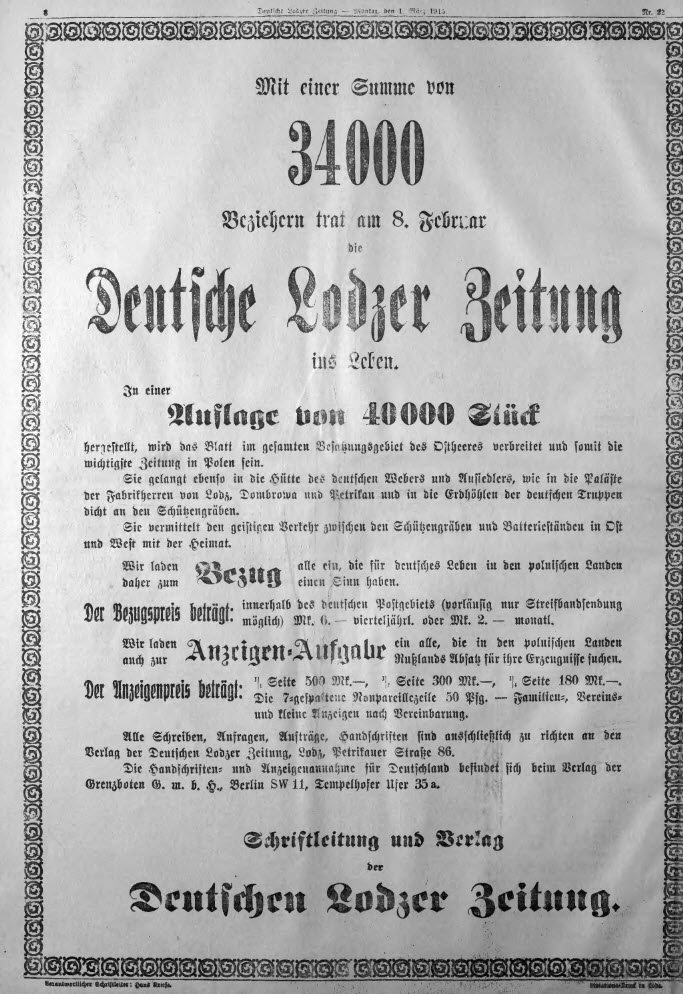
Auflagenwerbung in der Deutschen Lodzer Zeitung vom 1. März 1915

Den in der Petrikauer Straße herrenlos gewordenen Verlag übernahm die Verlag des Grenzboten GmbH in Berlin, Tempelhofer Ufer 35a. Anstelle der Lodzer Zeitung erschien ab dem 8. Februar 1915 die Deutsche Lodzer Zeitung mit einer neuen Jahrgangszählung. Damit sollte eine deutliche Abgrenzung zur bisherigen pro-russischen Linie signalisiert werden. Herausgeber war der bisherige Chefredakteur der Lodzer Zeitung Hans Kriese, der das Blatt unter Aufsicht des neuen Verlegers auf eine pro-deutsche und pro-polnische Linie umstellte.
Hinter der Verlag des Grenzboten GmbH stand der Geheime Regierungsrat Georg Cleinow. Mit dem Ziel, die polnische öffentliche Meinung zu lenken, kaufte Cleinow im Auftrag des Deutschen Presseamtes bestehende Zeitungen in der ehemals westlichsten Provinz des russischen Zarenreiches auf. Die von ihm geleiteten Zeitungen warben für eine politische Orientierung an Deutschland und setzten die Gründung eines polnischen Staates in ein positives Licht. Sämtliche Zeitungen im deutschen Herrschaftsbereich verfolgten eine pro-polnische Linie. Eine deutschlandfreundliche Gesinnung bei den Polen sollte auch erreicht werden, indem selbst im Deutschen Reich nichts veröffentlicht wurde, was „in Polen Unruhe und Unzufriedenheit“ oder polnischen Widerstand gegen Deutschland hervorrufen könnte. Tatsächlich war zu dieser Zeit ein beträchtlicher Teil der polnischen Bevölkerung noch immer pro-russisch eingestellt.
Dennoch ist in vielen Orten die Verbundenheit zwischen Deutschen und Polen keine Propaganda gewesen. Polnischen Historikern zufolge war insbesondere in Lodz für diese Zeit charakteristisch, dass es keine Konflikte zwischen Polen und Deutschen gab. Der Konsens ging in nicht wenigen Fällen weit über gute geschäftliche Beziehungen hinaus. Beispielsweise verliebte sich die Tochter des Herausgebers der Deutschen Lodzer Zeitung, Hans Kriese, in einen Offizier der polnischen Legion und zog mit ihm nach Warschau.
Neben der Warschauer Zeitung entwickelte sich die Deutsche Lodzer Zeitung zur bedeutendsten Zeitung in Polen. Rund 34.000 Abonnenten konnte die Deutsche Lodzer Zeitung am 8. Februar 1915 von der Lodzer Zeitung übernehmen und die Auflage bis zum 1. März 1915 auf etwa 40.000 steigern. Ein Monopol besaß die Deutsche Lodzer Zeitung jedoch nicht. Auch während des Krieges erschienen in Lodz viele Zeitungen. Starke Konkurrenten waren die Deutsche Post, Der Lodzer und wie schon zu Zeiten der Lodzer Zeitung die Neue Lodzer Zeitung.
Im Zuge der Novemberereignisse 1918 erwarben nach dem Abzug der deutschen Truppen mehrere Lodzer Fabrikanten und Geschäftsleute den erneut herrenlos gewordenen Verlag in der Petrikauer Straße und gründeten die Verlagsgesellschaft Dr. Eberhardt & Co. Das Unternehmen beabsichtigte, die Herausgabe der Deutschen Lodzer Zeitung fortzusetzen, was jedoch die polnischen Behörden ablehnten. Damit erschien zunächst die letzte Ausgabe der Deutschen Lodzer Zeitung am 16. November 1918 (Jg. 4; Nr. 317). Am selben Tag beschlagnahmte die neue polnische Regierung den Verlag nebst der Druckerei.

## Zwischenkriegspolen
Als Ergebnis des Ersten Weltkrieges fand sich ein Großteil der Bevölkerung Europas, ohne den Heimatort verlassen zu haben, in einem anderen Land wieder. Für etwa 80 Millionen Menschen änderten die neuen Grenzziehungen die Staatsbürgerschaft. Es entstanden eine Reihe neuer Staaten, die mit aller Macht ihren nationalen Charakter durchzusetzen versuchten, dabei aber oft nur über eine sehr schwache nationale und sprachliche Homogenität verfügten.
So war auch die am 11. November 1918 begründete Zweite Polnische Republik mit einem Bevölkerungsanteil von 45 % „Nichtpolen“ kein Nationalstaat, sondern ein von der polnischen Nation dominierter Vielvölkerstaat. Trotz der Unterzeichnung eines Minderheitenschutzvertrags schränkte die polnische Regierung die Rechte der vielen Minderheiten, vor allem der Ukrainer, Juden und Deutschen massiv ein. Offen formulierte Ministerpräsident Władysław Sikorski im Jahr 1923 unter anderem das Ziel der „Entgermanisierung“ in Polen.
Sogenannte Polonisierungskampagnen setzten auf die Verdrängung der ethnischen Minderheiten aus der Wirtschaft bei gleichzeitiger Hervorhebung der Werte polnischer Arbeit in Industrie, Handel und Wirtschaft. Die Folgen bestanden in der Diskriminierung von „Nichtpolen“ und in partieller Zwangsmigration. Da die polnische Regierung glaubte, die westlichen Gebiete nur durch Polonisierung langfristig sichern zu können, und umgekehrt keine deutsche Regierung der Weimarer Republik die neue Ostgrenze anerkannte, waren deutsch-polnische Spannungen vorprogrammiert.
Die schwierige politische Lage der deutschen Minderheit in Zwischenkriegspolen verursachte, bedingt durch den Verlust der früheren Vormachtstellung und die Angst vor der feindlichen Minderheitenpolitik der polnischen Regierung, einen Massenexodus der deutschen Bevölkerung nach Deutschland, bei dem allein schon bis zur Mitte der 1920er Jahre etwa eine Million Deutsche die Westgebiete Polens verließen. Um diesen Strom der aus Polen fliehenden deutschen Bevölkerung zu stoppen, verfolgte die deutsche Politik bereits unter Gustav Stresemann das Ziel, die deutschen Minderheiten vom Verbleib in Polen zu überzeugen, aber auch um sie als Hebel für künftige Grenzrevisionen benutzen zu können.
Sowohl die deutsche wie die polnische Propaganda überhöhte die Bedeutung und Rolle der Polendeutschen ins Gigantische. Auf Initiative des deutschen Auswärtigen Amtes entstanden Anfang der 1920er Jahre in Polen eine Reihe deutscher Organisationen und Unternehmen, darunter Vereine, Genossenschaftsbanken, Druckereien und Verlage, welche die verbliebene deutsche Bevölkerung unterstützten. Dazu gehörte die Konkordia Literarische Gesellschaft mbh, ein Tarnunternehmen, geschaffen von Max Winkler, der als Wirtschaftsberater den Regierungen in der Weimarer Republik, im Dritten Reich und in der Bundesrepublik bei der Verschleierung von staatlichen Zeitungsbeteiligungen zu Diensten stand. Bis September 1939 wurden grundsätzlich alle deutschsprachigen Zeitungen in Polen über die Konkordia Literarische Gesellschaft mbh subventioniert.

### Lodzer Freie Presse (1918–1923)

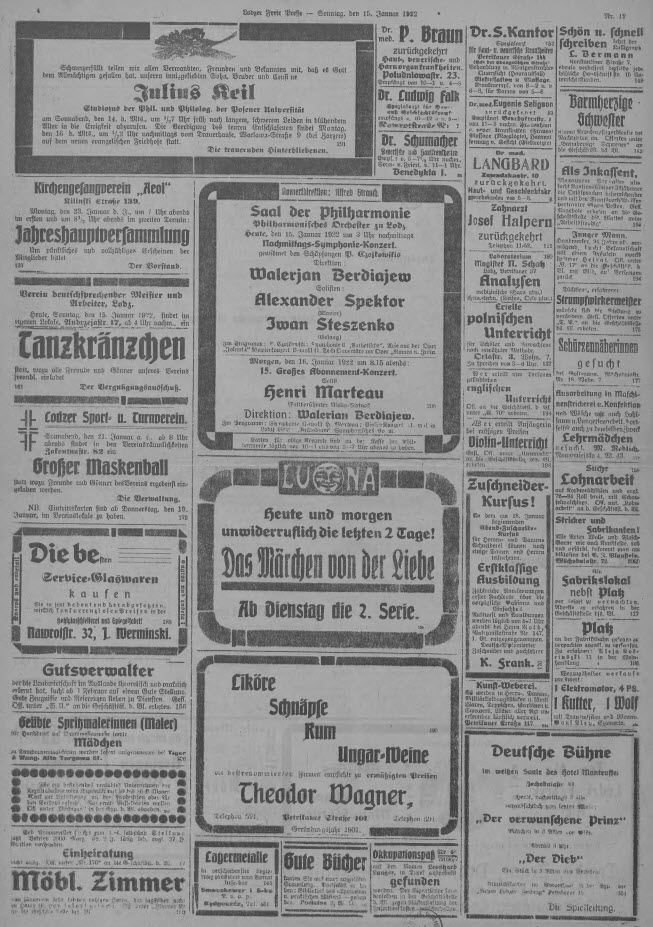
Anzeigenseite in der Lodzer Freien Presse vom 15. Januar 1922

Nach mehreren erfolglosen Genehmigungsversuchen gründete der Deutsche Verein für Lodz und Umgebung den Verlag der deutschen Vereine und gab ab dem 28. November 1918 die Lodzer Freie Presse als Nachfolgeblatt der Deutschen Lodzer Zeitung heraus. Die Gründung erfolgte auf Initiative mehrerer deutschsprachiger Lodzer Fabrikanten und mit finanzieller Unterstützung des deutschen Auswärtigen Amtes. Da die polnischen Behörden die Druckmaschinen der Deutschen Lodzer Zeitung beschlagnahmt und abtransportiert hatten, bewilligte Ulrich Rauscher, der Leiter der vereinigten Presseabteilung von Reichsregierung und Auswärtigem Amt, 150.000 Reichsmark (RM) für den Kauf neuer Rotationspressen.
Geschäftsführer des neuen Verlags war der Direktor der Deutschen Genossenschaftsbank in Polen, H. Fischer. Als Herausgeber der Lodzer Freien Presse zeichneten der Lodzer Stadtverordnete Gustav Ewald und der Journalist Eduard von Behrens. Redigiert wurde das Blatt unverändert von Hans Kriese und zunehmend von Adolf Kargel, der bereits bei den Vorläufern Lodzer Zeitung und Deutsche Lodzer Zeitung als Lokalredakteur tätig war. Im Verlag der deutschen Vereine erschienen auch die Wochenzeitungen Der Volksfreund (1919–1940) und Unser Landmann (1921–1939). Die Auflage der Lodzer Freien Presse betrug zunächst täglich 3600 Exemplare.
Im Jahr 1921 soll die Auflage des Blatts bei 7000 und zwei Jahre später bei 17.000 Exemplaren gelegen haben. Besonders zu Anfang der 1920er Jahre wurden von den polnischen Behörden mehrmals die Redaktionsräume und die Druckerei der Lodzer Freien Presse durchsucht, bereits gedruckte Ausgaben konfisziert und die Herausgabe der Zeitung zeitweise verboten. Die Verlagsleitung umging die Verbote, indem das Blatt nach jeder Schließung unter verschiedenen Titeln wie Neue Presse, Tages-Presse, Die Presse oder Morgen-Presse neu erschien. Am 1. April 1922 trug die Lodzer Freie Presse den Titelzusatz Leiborgan der deutschen Hasenfüße in Polen (Hasenfuß ist eine Redewendung für einen ängstlich veranlagten Menschen).
Regulär hatte das Blatt seit dem Jahr 1921 den Namenszusatz Verbreitetste deutsche Tageszeitung in Polen. Hauptkonkurrent blieb die Neue Lodzer Zeitung, die zeitweise ebenfalls ihr Erscheinen einstellen musste. Betroffen von Beschlagnahmungen und Verboten der polnischen Behörden waren viele, überwiegend deutsche und jüdische Zeitungen, Schulen sowie Vereine. Begründet wurden die Maßnahmen meist mit angeblich „staatsfeindlicher Propaganda“. Tatsächlich kritisierten Redakteure der Minderheitenpresse nicht selten den anwachsenden Verwaltungsapparat in Polen, die vermeintliche Inkompetenz der polnischen Beamten und die vorherrschende Korruption.
Insgesamt leitete die polnische Staatsanwaltschaft 50 Strafverfahren gegen die Herausgeber der Lodzer Freien Presse ein. Im Frühjahr 1923 spitzte sich die Lage zu, nachdem Eduard von Behrens wegen einer angeblichen Beleidigung zu einer Haftstrafe von vier Monaten und einer Strafzahlung in Höhe einer Million RM zuzüglich 120.000 RM Gerichtskosten verurteilt wurde. Er hatte telefonisch gegenüber einer Sekretärin der polnischen Zensurbehörde die Bemerkung fallen lassen, dass „der Staatsdienst keine Futterkrippe“ sei. Das Gericht unterstellte, dass Behrens damit allgemein die Beamten Polens nicht als Menschen, sondern als Vieh habe bezeichnen wollen. Sämtliche Gegendarstellungen des Verteidigers blieben unberücksichtigt.
Damit war der Verlag zahlungsunfähig geworden. Allerdings hatte Fischer, der Geschäftsführer des Verlags der deutschen Vereine, den Prozessausgang vorausgesehen und noch vor der Urteilsverkündung das Verlagshaus in der Petrikauer Straße und die Druckerei für imaginäre 100.000 RM an die neu geschaffene Libertas Verlagsgesellschaft mbH verkauft. Eine maßgebliche Rolle bei dieser Umwandlung spielten der Lodzer Unternehmer Josef Spickermann, der Lodzer Gymnasiallehrer August Utta und der Senator der Woiwodschaft Lodz Karol Stüldt, die als Strohmänner die Eigentümerschaft des neuen Verlags übernahmen. Das Stammkapital der neuen GmbH wurde auf 240.000 RM festgelegt und verschleiert von der Konkordia Literarische Gesellschaft mbh vollständig aufgebracht. Dabei mussten die „Eigentümer“ eine ausdrückliche Erklärung abgeben, dass das von ihnen gezeichnete Geld ihr eigenes sei.
Infolge der Zahlungsunfähigkeit des Verlag der deutschen Vereine erschien die letzte Ausgabe des Blatts unter dem Titel Lodzer Freie Presse Ende April 1923.

### Freie Presse (1923–1939)

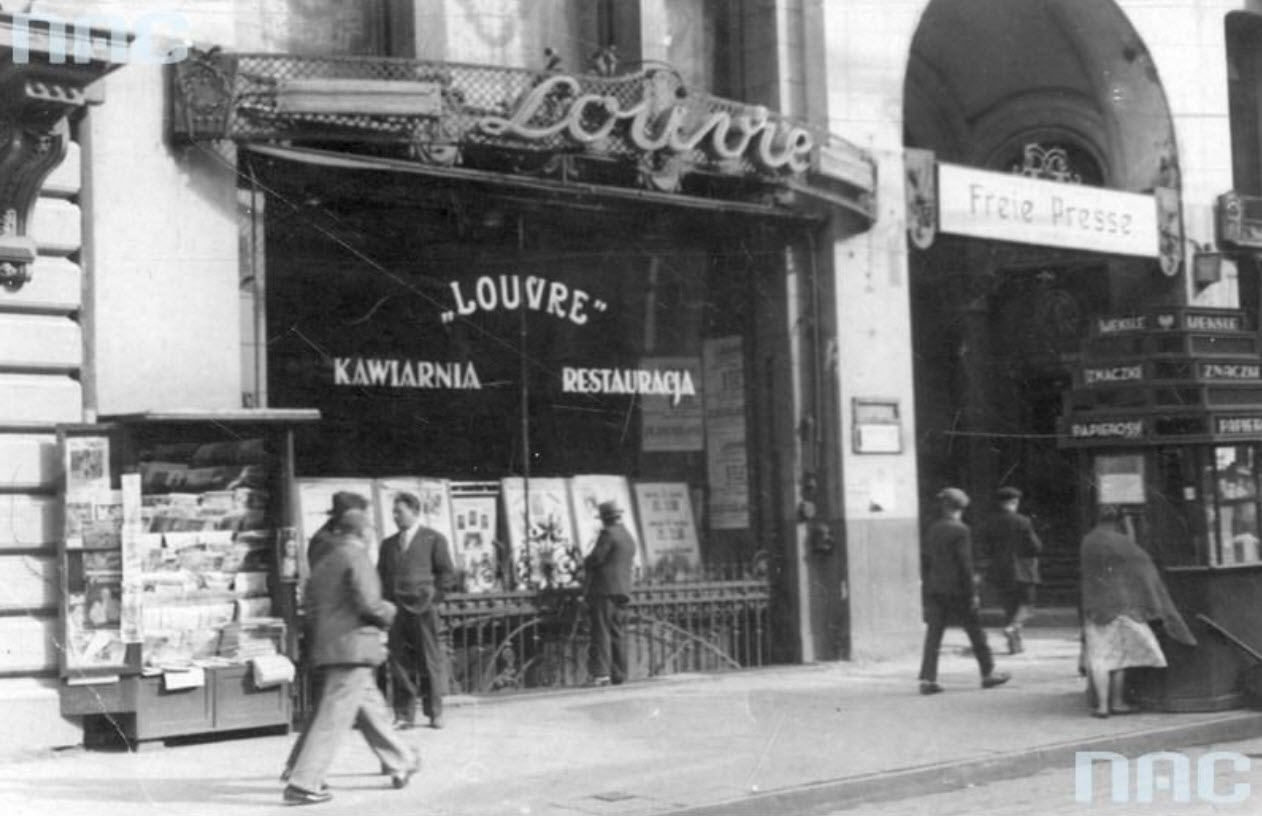
Eingang zum Verlagshaus, Ulica Piotrkowska 86 um 1930

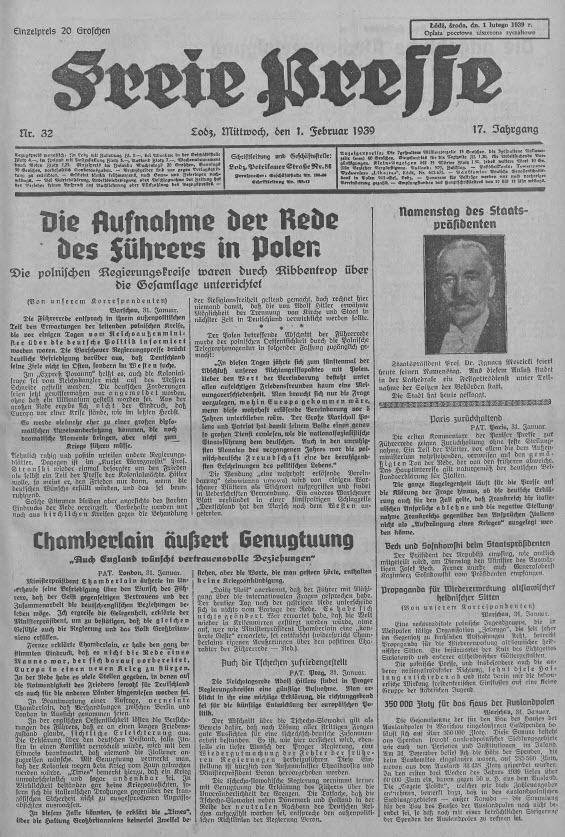
Titelseite der Freien Presse vom 1. Februar 1939

Parallel mit der Gründung der Libertas Verlagsgesellschaft mbH wurde die Zeitung mit neuer Jahrgangszählung am 19. Mai 1923 in Freie Presse umbenannt und als Presseorgan des Bundes der Deutschen Polens beziehungsweise ab dem 1. Juni 1924 des in Lodz gegründeten Deutschen Volksverbandes in Polen etabliert. Die Chefredaktion übernahm Adolf Kargel, der in dieser Funktion das Blatt bis zum 1. September 1939 maßgeblich gestaltete. Den politischen Teil verfasste fortan Hugo Wieczorek. Die wirtschaftlichen und kulturellen Artikel stammten aus der Feder von Horst Markgraf und die sportliche Informationen von Alfred Nasarski. Später stieß der Journalist Otto Heike dazu, der unter dem Pseudonym Wilhelm Friedrich überwiegend lokale Berichte schrieb.
Zum Direktor der Libertas Verlagsgesellschaft mbH wurde (erneut) Eduard von Behrens berufen, der in enger Verbindung zu dem Berliner Pressebeamten Max Ludwig stand. Das heißt, die Freie Presse stand nicht nur unter deutscher Obhut, sondern befand sich zu 100 % im Besitz des deutschen Staates. Jedoch vertrat die Zeitung, anders als von einigen, überwiegend polnischen Historikern angegeben, bis zum Ende der Weimarer Republik keinesfalls eine nationalsozialistische Richtung. Dies konnte schon deshalb nicht der Fall sein, weil in Deutschland die NSDAP bis zum Jahr 1930 auf Regierungsebene überhaupt keine Rolle spielte und die Finanzierung der Libertas Verlagsgesellschaft mbH von den demokratisch orientierten Reichsregierungen der Weimarer Republik abhing.
Somit repräsentierte der Chefredakteur der Freien Presse, Adolf Kargel, entsprechend den Vorgaben der jeweiligen Reichsregierung bis zum Frühjahr 1933 eine demokratische Linie aus deutscher Sicht. Trotz zunehmender Spannungen zwischen der polnischen Bevölkerung und der deutschen Minderheit in Polen, genoss Kargel bis April 1933 im Lodzer Journalistenmilieu ein hohes Ansehen. Von 1929 bis 1933 war er, als Vertreter der Freien Presse, amtierender Vorsitzender des Journalistenverbandes in Lodz (polnisch Syndykat Dziennikarzy Rzeczypospolitej Polskiej w Łodzi; kurz: SDL). Dem Verband gehörten polnische, deutsche und jüdische Journalisten an.
Als Informationsquellen dienten den Redakteuren der Freien Presse persönliche Recherchen, Lodzer Vereine, polnische, jüdische und deutsche Organisationen, eigene Korrespondenten in mehreren Ländern, sowie polnische und deutsche Presseagenturen, vorrangig Polska Agencja Telegraficzna (PAT) und Wolffs Telegraphisches Bureau (WTB), später DNB. Wiederholt kritisierte die Zeitung nicht nur den Antisemitismus in Polen, sondern auch den zunehmenden Antisemitismus in Deutschland. Die Darstellung der Lage der Juden in Polen diente der Kritik am polnischen Staat, vor allem hinsichtlich der gestiegenen polnischen Intoleranz gegenüber ethnischen Minderheiten. Dabei zogen die Redakteure der Freien Presse Parallelen zur deutschen Minderheit und den von der polnischen Regierung zwangsumgesiedelten Ostjuden.
Hitlers Machtergreifung hatte ab Januar 1933 erhebliche Auswirkungen auf das Zusammenleben der verschiedenen Bevölkerungsgruppen in Lodz. Jüdische Verbände riefen zu einem Boykott deutscher Waren auf, dem sich viele polnische Unternehmen und Organisationen anschlossen. Dies betraf nicht nur Produkte aus dem Deutschen Reich, sondern auch Waren von Gewerbetreibenden der deutschen Minderheit in Polen, wie Bäcker, Schneider, Brauereibesitzer etc. Darüber hinaus kam es zu gewalttätigen Ausschreitungen gegenüber den Lodzer Deutschen, unabhängig davon, ob diese mit dem NS-Regime in Deutschland sympathisierten oder nicht. Zu einem Bruch in der Beziehung zwischen den Lodzer Juden und Lodzer Deutschen, die bis dahin ihre politischen Interessen stets gemeinsam vertreten hatten, kam es am 9. April 1933. Von diesem Zeitpunkt an war in Lodz die Zusammenarbeit zwischen deutschen und jüdischen Organisationen beendet.
Die Übergriffe fanden an diesem sogenannten Schwarzen Palmsonntag 1933 in Lodz ihren Höhepunkt. Eine aufgebrachte Menschenmenge demolierte deutsche Schulen, Geschäfte und evangelische Kirchen, ohne jegliche Gegenmaßnahmen der polnischen Behörden. Zu den Hot Spots gehörten das Lodzer Deutsche Gymnasium und die Redaktionsräume sowie die Druckerei der Freien Presse, deren Einrichtungen und Maschinen zerstört wurden. Nach diesen Ereignissen führte die deutsche Minderheit in Lodz ein eigenständiges Leben, isoliert in der polnischen Gesellschaft. Vor diesem Hintergrund ließ sich ein nicht geringer Teil der deutschen Minderheit in Polen von der NS-Propaganda in Deutschland beeinflussen, was seinen Ausdruck auch in der Presse fand.
Die Freie Presse vertrat ab diesem Zeitpunkt bestimmte Standpunkte der nationalsozialistischen Volkstumspolitik, was zu weiteren Spannungen mit der polnischen und jüdischen Bevölkerung im Raum Lodz führte. Eine vorübergehende Normalisierung erfolgte im Januar 1934 nach Abschluss des Piłsudski-Hitler-Pakts. Zeitgleich kam eine Pressevereinbarung zustande, worin sich die deutsche und die polnische Regierung verpflichteten, auf feindliche Publizistik zu verzichten. Danach bemühte sich auch die Chefredaktion der Freien Presse wieder um einen gemäßigten Ton, geriet aber ständig über die politische Richtung der Zeitung mit den deutschen Behörden in Berlin und der polnischen Zensur in Konflikte.
Nach Piłsudskis Tod verschärften sich ab Mai 1935 die Spannungen zwischen Polen und der deutschen Minderheit in Polen von Jahr zu Jahr; sie spiegelten die Verschlechterung der Beziehungen zwischen den beiden Staaten wider. Jede Maßnahme der deutschen Behörden gegen Polen, jede Aussage der NS-Führung heizte in Polen die Stimmung gegen die „Volksdeutschen“ an. Schon im Jahr 1937 verabschiedete der Sejm ein Gesetz über die Aufstellung von Listen der im Kriegsfall in polnischen Gemeinden zu inhaftierenden Personen der deutschen Minderheit. Umgekehrt existierten ab Mai 1939 auf deutscher Seite Verhaftungslisten für Angehörige der polnischen Minderheit in Deutschland.
Nach dem Münchner Abkommen nahmen die Repressalien zu. Übergriffe auf deutsche Einrichtungen gehörten nun zum Alltag, deutsche Theateraufführungen wurden verboten, diverse Ausgaben der deutschsprachigen Presse beschlagnahmt, Redakteure, welche beispielsweise über die wirtschaftliche Entwicklung in Deutschland positive Berichte verfassten, mussten hohe Geldstrafen zahlen. Zur Entladung der Spannungen trugen Loyalitätserklärungen auch in den Lodzer Zeitungen an die Adresse des polnischen Volkes nur wenig bei. Vergeblich mahnten Redakteure in verschiedenen Artikeln um Besonnenheit. Beispiel:

„So wenig wir auch gesonnen sind, Vorgänge, die sich gegen Mitglieder der deutschen Minderheit in Polen richten, aufzubauschen, so wenig aber können wir auch verschweigen, dass es bereits zur wahllosen Entlassung deutscher Werktätiger aus ihren bisherigen Arbeitsplätzen gekommen ist. In einigen Ortschaften waren Ausschreitungen gegen Angehörige der deutschen Minderheit zu verzeichnen. Aus oft geringfügigen Streitigkeiten zwischen Einzelpersonen kommt es zu Prozessen, die mit empfindlichen Geldstrafen enden. Über all diese Vorgänge wird die polnische Öffentlichkeit oft von unberufenen, mit der Frage selbst wenig vertrauten Personen in einer Weise unterrichtet, die im Lande eine Psychose des Hasses gegen die gesamte deutsche Minderheit hervorruft.“

Die Folge war, dass viele Polendeutsche keinen anderen Ausweg sahen, als ihre Heimat zu verlassen und nach Deutschland zu gehen, wo Auffanglager für die aus Polen Geflohenen eingerichtet wurden. Vor Ausbruch des Zweiten Weltkriegs lebten im Raum Lodz nur noch rund 180.000 Deutsche, davon etwa 60.000 bis 70.000 direkt in Lodz.

## Deutsche Besetzung Polens 1939–1945

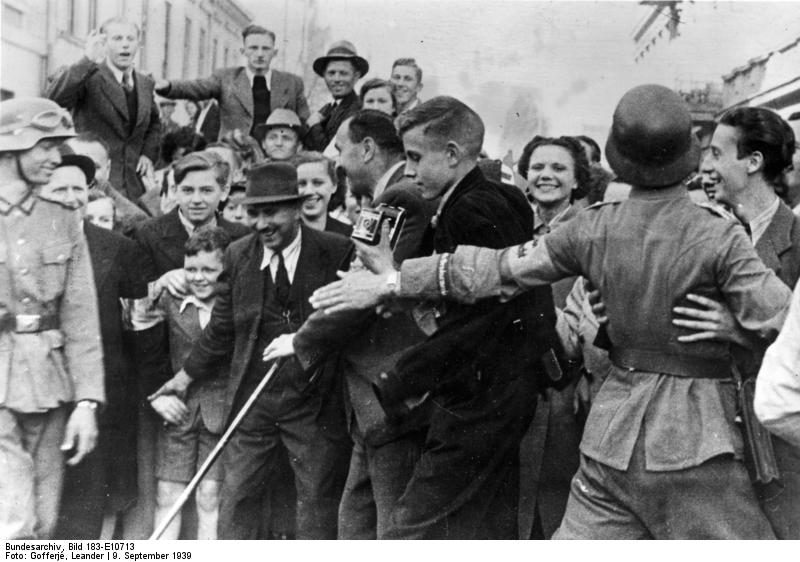
Angehörige der deutschen Minderheit begrüßen die in Lodz einmarschierenden deutschen Truppen, 9. September 1939

Sofort nach dem deutschen Überfall auf Polen schlossen in den Morgenstunden des 1. September 1939 polnische Sicherheitskräfte die Druckerei und verhafteten den Chefredakteur Adolf Kargel sowie den Verlagsleiter und den Leiter der Druckerei nebst drei weiteren Lokalredakteuren. Entsprechend der vorbereiteten Listen wurden in den ersten Kriegstagen viele Lodzer Deutsche festgenommen und in das Lager Bereza Kartuska deportiert.
Schon am 9. September 1939 erfolgte der kampflose Einmarsch der deutschen Wehrmacht in Lodz. Bereits einen Tag später erschien die Freie Presse wieder, nunmehr als Organ der deutschen Militär- und Zivilbehörden. Die Chefredaktion übernahm zunächst der junge Lodzer Journalist Kurt Rapke, da Adolf Kargel sich noch bis zum 25. September 1939 in polnischer Internierung befand. Nach seiner Befreiung wurde Kargel jedoch aufgrund seiner Ambivalenz zu den Nationalsozialisten als langjähriger Chefredakteur abgesetzt und zum Lokalredakteur bestimmt.
Im Verlagshaus in der Ulica Piotrkowska 86 beziehungsweise Petrikauer Straße 86 befand sich vom 9. bis 19. September 1939 das Hauptquartier von Johannes Blaskowitz, von wo aus er die Schlacht an der Bzura leitete. Am 13. September 1939 stattete Adolf Hitler dem Oberbefehlshaber der 8. Armee nach einem Flug von Nieder-Ellguth zum Zivilflughafen Lodz mit anschließender Autofahrt durch die Stadt persönlich einen Frontbesuch ab. Entlang der gesamten Route standen Menschenmassen, Soldaten der Wehrmacht, Militär- und Hilfspolizisten, zusammen mit Tausenden Lodzer Deutschen, und jubelten ekstatisch mit erhobenen Armen der vorbeifahrenden Wagenkolonne zu. Am nächsten Tag titelte die Freie Presse auf der ersten Seite ganz groß: „Der Führer fuhr durch Lodz!“ Dem folgten drei Seiten mit Sonderberichten über das „unerwartete Erscheinen des Befreiers“ nebst Augenzeugenberichten unter der Headline „Ich habe den Führer gesehen“.
Hitler hatte zu Beginn des Überfall auf Polen noch kein schlüssiges Konzept für Polen. Sicher war nur, dass das Territorium der ehemaligen preußischen Provinzen wieder dem Deutschen Reich angegliedert werden sollten. Die Möglichkeit eines Weiterbestehens eines polnischen Reststaates als Weichselland, wie im Russischen Reich, schloss er nicht aus, da er einen solchen als Verhandlungsobjekt bei einem Friedensschluss mit den Westmächten ansah. Nach der vollständigen Besetzung Polens erfolgte am 26. Oktober 1939 die Wiedereingliederung der ehemaligen preußischen Provinz Posen in das Deutsche Reich. Das Gebiet erhielt kurze Zeit später die Bezeichnung Reichsgau Wartheland, in welches am 9. November 1939 das gesamte Lodzer Industriegebiet integriert wurde, obwohl dieses bis dahin niemals zu Deutschland, sondern immer nur zu Russland oder Polen gehört hatte.
Mit der Eingliederung war eine erneute Titeländerung der Zeitung verbunden. Zum einen implizierte die Bezeichnung Freie Presse die Divergenz zwischen frei und unfrei. Zum anderen gab es im deutschen Einflussbereich keine freie Presse mehr, was die Nationalsozialisten auch nicht verheimlichten. Offen hatte Goebbels schon im Jahr 1936 erklärt, dass es eine unbeschränkte Pressefreiheit nirgendwo auf der Welt gebe und dass „der Nationalsozialismus an die Stelle der Pressefreiheit die Freiheit des ganzen Volkes gesetzt“ habe. Die letzte Ausgabe der Zeitung mit dem Titel Freie Presse erschien am 23. September 1939.

### Deutsche Lodzer Zeitung (1939)

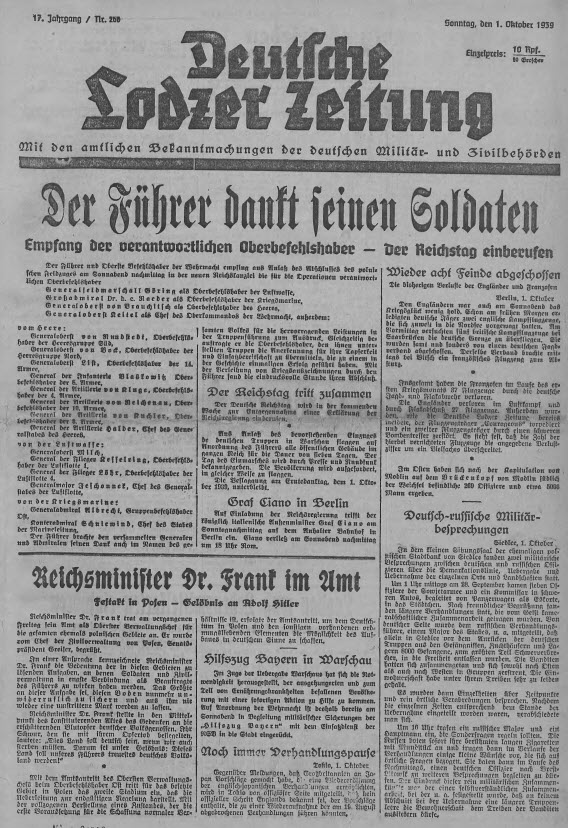
Titelseite der Deutschen Lodzer Zeitung vom 1. Oktober 1939

Am 24. September 1939 erhielt das Blatt erneut den Titel Deutsche Lodzer Zeitung. Das Reichsministerium für Volksaufklärung und Propaganda setzte als neuen Hauptschriftleiter einen eigenen Mitarbeiter, Karl Scharping, und als seinen Stellvertreter Kurt Rapke ein. Zeitgleich bekam die Redaktion einen Hellschreiber und eigene Berliner Korrespondenten.
Am 2. November 1939 besuchte Goebbels persönlich Lodz, „um die polnischen Zustände zu besichtigen“, zumal die „Wehrmacht im Volkstumskampf“ nicht „ganz sattelfest“ sei und die politische Meinung zielgerichtet in den örtlichen Medien in die erwünschte Richtung gesteuert werden müsse. Weiter hielt er über den Besuch in seinem Tagebuch fest (Auszüge):

„Fahrt durch Lodz mit Besuch Judenviertel Baluty. Wir steigen aus und besichtigen alles eingehend. Es ist unbeschreiblich. Das sind keine Menschen mehr, das sind Tiere. Das ist deshalb auch keine humanitäre, sondern eine chirurgische Aufgabe. Man muss hier Schnitte tun, und zwar ganz radikale. Sonst geht Europa einmal an der jüdischen Krankheit zugrunde. Fahrt über polnische Straßen. Das ist schon Asien. Wir werden viel zu tun haben, um dieses Gebiet zu germanisieren. […] In Lodz herrschen noch tolle Zustände. Die Judenplage wird allmählich unerträglich. Dazu regieren so ziemlich alle Stellen gegeneinander. Warum nur muss dieser Dreckhaufen eine deutsche Stadt werden! Es ist ja eine Sisyphosarbeit, Lodz germanisieren zu wollen. Und wir hätten diese Stadt so gut als Abladeplatz benützen können.“

Aus dem jüdischen Armenviertel Baluty entstand ab dem 10. Dezember 1939 das Ghetto Lodz beziehungsweise ab April 1940 Ghetto Litzmannstadt genannt. Nach dem Besuch des Propagandaministers teilte die Deutsche Lodzer Zeitung am 6. November 1939 als immer noch amtliches Mitteilungsblatt der deutschen Militär- und Zivilbehörden die Einführung eines Kennzeichens für die jüdische Bevölkerung, bestehend in einer 10 cm breiten gelben Armbinde, mit. Beachtenswert ist diese lokal für Lodz geltende Anweisung deshalb, da eine reichsweite Polizeiverordnung über die Kennzeichnungspflicht der Juden erst am 1. September 1941 in Kraft trat.
Mit der Besetzung Polens erfolgte ein grundsätzliches Verbot zur Herausgabe polnischer und jüdischer Zeitungen. Allerdings gab die deutsche Militärverwaltung in Lodz ab dem 22. September 1939 in polnischer Sprache die Gazeta Łódzka („Lodzer Zeitung“) heraus. Das Blatt hatte eine Auflage von täglich 50.000 Exemplaren und nutzte als Nachrichtenquelle überwiegend die Freie Presse beziehungsweise Deutsche Lodzer Zeitung. Mit der formalen Eingliederung von Lodz in das Deutsche Reich wurde die Herausgabe der polnischen Gazeta Łódzka am 9. November 1939 eingestellt.
Die Eingliederung des Kreises Lodz in den Reichsgau Posen (zum 29. Januar 1940 Umbenennung in Reichsgau Wartheland) zelebrierte Arthur Greiser auf einer Massenkundgebung offiziell am 9. November 1939 in Lodz. Damit entfiel die Bezeichnung einer „Deutschen“ Lodzer Zeitung, weil laut einer Anweisung des Propagandaministeriums „es eine Selbstverständlichkeit darstellte, dass eine Zeitung im nationalsozialistischen Großdeutschland eine deutsche Zeitung war“. Dementsprechend erschien das Blatt am 11. November 1939 letztmals unter dem Titel Deutsche Lodzer Zeitung, und mit gleichbleibender Jahrgangszählung ab dem 12. November 1939 wieder als Lodzer Zeitung.

### Lodzer/Lodscher Zeitung (1939–1940)
Seit ihrer Gründung im Jahr 1863 spiegelte sich im fortwährenden Wechsel des Zeitungskopfes die politische Richtung der Zeitung wider. Bis zum 11. November 1939 vertrat das Blatt die Interessen der deutschen Minderheit in Polen und wurde vom Auswärtigen Amt finanziert. Mit der erneuten Umbenennung in Lodzer Zeitung trat am 12. November 1939 das Blatt offiziell in die nationalsozialistische Pressepolitik ein. Am 25. November 1939 erhielten grundsätzlich alle sogenannten Volksdeutschen in den eingegliederten Gebieten automatisch die deutsche Staatsangehörigkeit verliehen.
Zeitgleich mit der Titeländerung gelangte die Libertas Verlagsgesellschaft mbH als Tochterunternehmen zur Phönix Verlagsgesellschaft mbh, die ihrerseits zum Franz-Eher-Verlag, dem Zentralverlag der NSDAP gehörte. Die Verlagsleitung der Lodzer Zeitung erhielt der aus Schlesien stammende Wilhelm Matzel übertragen. Neuer Chefredakteur wurde Kurt Pfeiffer, ein Sachse aus Naumburg (Saale), der zuvor als Hauptschriftleiter der gleichfalls zur Phönix GmbH gehörenden Wormser Zeitung tätig war. Die politische Redaktion übernahm Walter von Ditmar.
Im Spätherbst 1939 erschien in Artikeln der Lodzer Zeitung zunehmend die Schreibweise Lodsch statt Lodz. Zum Jahreswechsel 1939/40 wurde der Name der Stadt gemäß offizieller Verlautbarungen eingedeutscht, zunächst in Lodsch. Ab dem 1. Januar 1940 erschien dann auch im Titelkopf der Duktus Lodscher Zeitung. Nachweislich hatte der polnische Stadtname den Lodzer Deutschen nie etwas ausgemacht. Seit ihrer Gründung hieß die Stadt bei den Polen Łódź, ausgesprochen Wutsch (['wut͡ɕ] ). Die Juden und Deutschen nannten die Stadt Lodsch. In der Orthografie ließen sie einfach die polnischen diakritischen Zeichen weg und schrieben Lodz oder Lodsch.
Soviel Lokalpatriotismus entsprach nicht den Zukunftsvisionen der Nationalsozialisten. Lodz war dazu bestimmt, eine deutsche Stadt in deutschem Umfeld zu werden: Am 11. April 1940 wurde Lodsch „auf Befehl des Führers“ in Litzmannstadt umbenannt – nach Karl Litzmann (1850–1936), einem General aus dem Ersten Weltkrieg. Somit musste auch der Titel der Zeitung erneut geändert werden. Die letzte Ausgabe mit dem Namen Lodscher Zeitung erschien am 11. April 1940. Bemerkenswert ist, dass auch nach dem Zweiten Weltkrieg die Bezeichnung Litzmannstadt bei den ehemaligen Lodzer Deutschen sowie ihrer Vertriebenenverbände keine Rolle spielte.

### Litzmannstädter Zeitung (1940–1945)

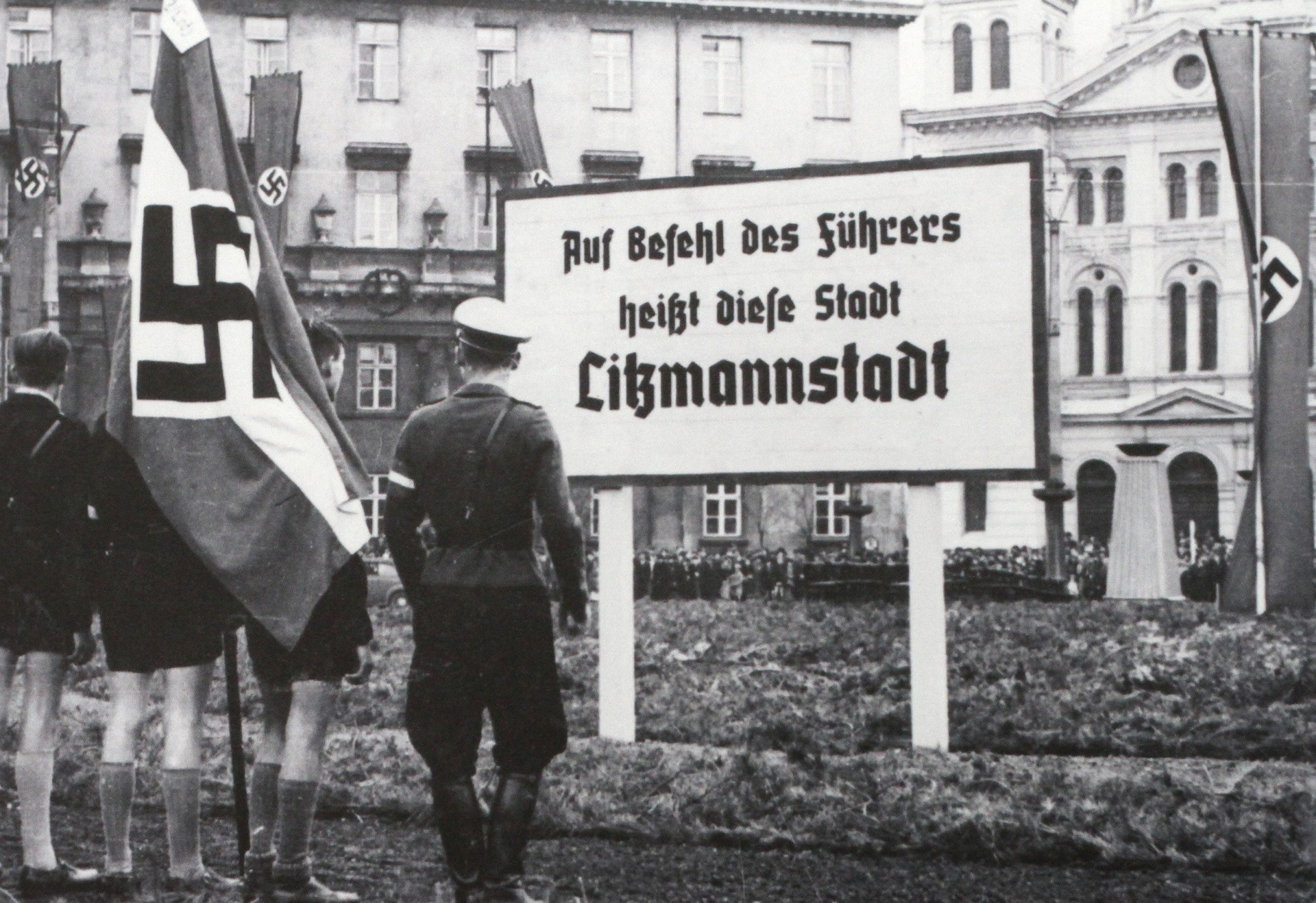
Kundgebung in Lodz, 11. April 1940

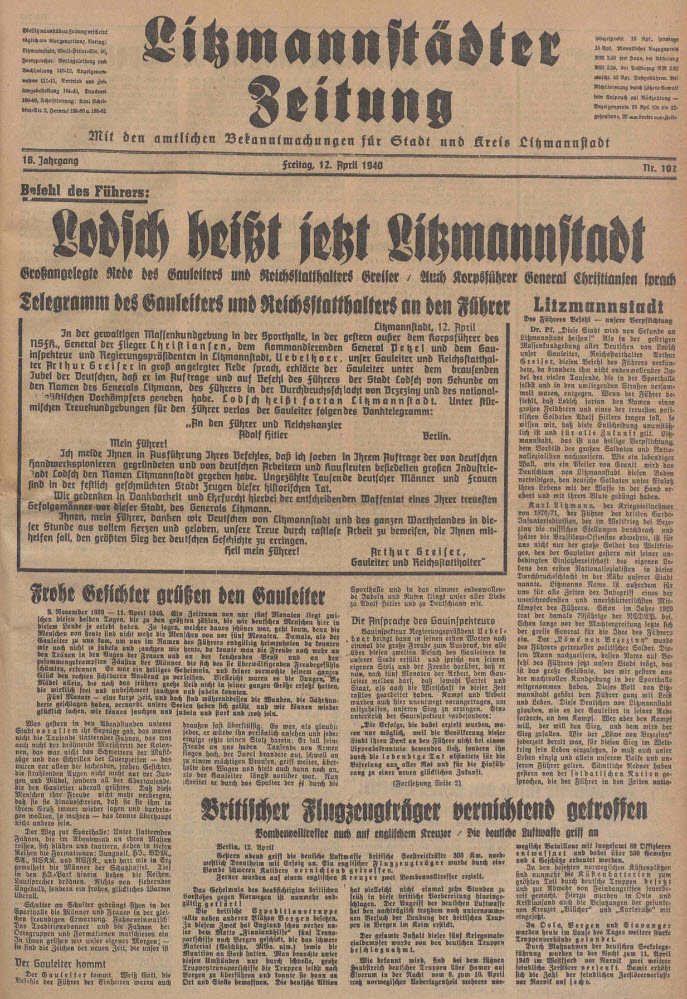
Titelseite der Litzmannstädter Zeitung vom 12. April 1940

Mit der Titeländerung von Lodscher Zeitung in Litzmannstädter Zeitung am 12. April 1940 war wenige Tage später eine grundlegende Anpassung des Layouts verbunden. Der Verlag erhielt einen komplett neuen und größeren Maschinenpark, sowohl für den Zeitungs- als auch den Akzidenzdruck. Hierfür bezog die Druckerei gemeinsam mit der Schriftleitung in der Ulrich-von-Hutten-Straße 35 (von 1940–1945 Name der zusammengelegten Ulica Franciszka Żwirki und Ulica Stanisława Wigury) ein größeres Gebäude. Geschäftsstelle und Sitz des Verlags blieb die Petrikauer Straße 86 (von 1940–1945 Adolf-Hitler-Straße 86). Unverändert erschien das Blatt an sieben Tagen in der Woche. Umgestellt wurden der Satzspiegel (neu: Höhe 415 mm, Breite 271 mm), der Umbruch (von drei auf vier Spalten) sowie die Schriftart (von Fraktur auf Antiqua). Im Zeitungskopf war zunächst als Untertitel Mit den amtlichen Bekanntmachungen für Stadt und Kreis Litzmannstadt aufgeführt. Ab Oktober 1940 lautete der Titel Litzmannstädter Zeitung – Die große Heimatzeitung im Osten des Reichsgaus Wartheland mit amtlichen Bekanntmachungen.
Nach Eigenangabe des Verlags stieg die Auflage der Zeitung von 30.865 im Jahr 1940 auf 42.801 im Januar 1941. Für das Jahr 1942 sind 56.236 Exemplare verzeichnet. Nach offiziellen Meldungen stieg die Auflage bis Januar 1943 auf 78.074 und überschritt im November desselben Jahres täglich die 100.000-Grenze. Unterschiedlichen Quellen zufolge soll danach die Gesamtauflage zwischen 120.000 und 600.000 gelegen haben.
Unrealistisch sind die hohen Zahlenangaben nicht. Während der Konzentrations- und Rationalisierungsprozess von Zeitungen im sogenannten Altreich nur langsam und über viele Jahre hinweg durchgesetzt werden konnte, setzte Max Amann, der Präsident der Reichspressekammer, in den eingegliederten Gebieten eine Komprimierung der Presseerzeugnisse mit großer Radikalität durch. Mit dem Ostdeutschen Beobachter, der Hohensalzaer Zeitung und der Litzmannstädter Zeitung hatte der Reichsgau Wartheland die geringste Anzahl von Tageszeitungen im gesamten Deutschen Reich. Zudem waren diese drei Zeitungen im Unterschied zu Tageszeitungen im ursprünglichen Reichsgebiet während der gesamten Kriegsjahre nicht von Kürzungen oder Stilllegungen betroffen.
Der Leserkreis der Litzmannstädter Zeitung war sehr vielschichtig. Dazu zählte zunächst die alteingesessene deutsche Bevölkerungsgruppe im Raum Lodz. Darüber hinaus entwickelte sich das Verbreitungsgebiet der Zeitung zu der Region mit der zahlenmäßig größten Neuansiedlung von Deutschen. Unter der Parole „Heim ins Reich“ wurden über eine Million Baltendeutsche, Wolhyniendeutsche, Galiziendeutsche, Bukowinadeutsche, Schwarzmeerdeutsche und andere Volksdeutsche ins Wartheland umgesiedelt. Mit den zunehmenden Luftangriffen gegen deutsche Städte kamen in den letzten Kriegsjahren noch viele Ausgebombte sowie zahlreiche Kinder und Mütter aus deutschen Großstädten im Rahmen der Kinderlandverschickung dazu, da das Wartheland als „nicht luftgefährdet“ galt.
Formal war die Litzmannstädter Zeitung bis November 1940 keine Parteizeitung. Erst zum 14. November 1940 erfolgte die Liquidation der Libertas Verlagsgesellschaft mbH. Fortan erschien das Blatt in der Litzmannstädter Zeitung – Druckerei und Verlagsanstalt GmbH als 100-prozentiges Tochterunternehmen der von Johannes Scholz geleiteten NS-Gauverlag und Druckerei Wartheland GmbH. Offiziell trug die Litzmannstädter Zeitung erst ab dem 1. Juli 1941 den Untertitel Tageszeitung der NSDAP mit amtlichen Bekanntmachungen. Die Verlagsleitung der Litzmannstädter Zeitung – Druckerei und Verlagsanstalt GmbH wurde erneut Wilhelm Matzel übertragen. Ebenso blieb Kurt Pfeiffer bis zur letzten Ausgabe Chefredakteur.
Leiter der politischen Redaktion war von November 1940 bis November 1942 der aus Braunsberg (Ermland) stammende junge Journalist Hans Preuschoff. In seinen im Jahr 1987 veröffentlichten Lebenserinnerungen hielt über seine Tätigkeit bei der Litzmannstädter Zeitung fest:

„Manche Leser mögen die Nase rümpfen, dass ich die Aufgabe eines politischen Redakteurs übernommen habe. Sie war halb so schlimm. Gerade der politische Teil wurde durch die täglichen Richtlinien und Sprachregelungen dermaßen bestimmt, dass seinem Leiter kaum Spielraum blieb. Er konnte höchstens durch Auswahl und Platzierung der grundsätzlich mit einer Meinung im Sinne des Systems eingefärbten Nachrichten eine gewisse persönliche Note erkennen lassen. Der große Kampf, den die Zeitungsmacher damals besonders im politischen Teil zu bestehen hatten, war der gegen die Langeweile. Da die Zeitungen auf das Deutsche Nachrichtenbüro angewiesen waren, sahen die meisten Blätter praktisch einander gleich aus.“

Preuschoff wurde Ende 1942 auf Anweisung des Propagandaministeriums in ein Berliner Pressebüro abgeschoben, weil er als bekennender Katholik regelmäßig Gottesdienste besuchte und sich trotz mehrfacher Aufforderung geweigert hatte, „gottgläubig“ zu werden, was mit einem Kirchenaustritt verbunden gewesen wäre. Sein Nachfolger wurde Benno Wittke, der zuvor die Leitung des Politikressorts beim Königsberger Tageblatt innehatte. Weitere Redaktionsmitglieder bis zur letzten Ausgabe waren unter anderem: Helmut Lemcke (Wirtschaft und Sport), Adolf Kargel (Historisches), Georg Keil (Lokales), Erich Juckel (Lokales), Otto Kriese (Lokales), Ilse Schneider (Lokales), Fritz Arndt (Anzeigenleitung).
Ab Herbst 1944 waren die täglichen Leitartikel stark von Durchhalteparolen geprägt. Selbst nach dem Beginn der sowjetischen Weichsel-Oder-Offensive implizierte die Zeitung, dass im Wartheland keine unmittelbare Gefahr für die Zivilbevölkerung bestehe. Am 16. Januar 1945, etwa um 19 Uhr begann das Fliegerbombardement der Roten Armee auf Litzmannstadt. Der Räumungsbefehl für die Zivilbevölkerung kam viel zu spät: In Lodz fielen Zehntausende von Deutschen, ehe sie noch aufgebrochen waren, den Russen in die Hände.
Die letzte Ausgabe der Litzmannstädter Zeitung erschien am 17. Januar 1945 (Jg. 28.1945, Nr. 14). Damit endete die Geschichte der deutschsprachigen Lodzer Tageszeitungen.